# Peggy Gou
Peggy Gou (ur. 3 lipca 1991 w Inczon) – południowokoreańska DJ-ka, producentka muzyczna, piosenkarka oraz projektantka mody. Właścicielka niezależnej wytwórni płytowej Gudu Records.

## Biografia
Peggy Gou urodziła się jako Kim Min-ji w mieście Incheon w Korei Południowej, 3 lipca 1991 roku. Jej ojciec, Kim Chang-yong, jest byłym dziennikarzem, profesorem komunikacji masowej na Uniwersytecie Inje i komisarzem Koreańskiej Komisji Komunikacji. W wieku 14 lat została wysłana przez rodziców do Londynu na naukę angielskiego. Wróciła do Korei, gdy miała 18 lat, lecz sześć miesięcy później powróciła do Londynu, aby studiować modę w Londyńskiej Szkole Mody. Po ukończeniu studiów pracowała jako redaktor dla Harper’s Bazaar Korea, a następnie przeniosła się do Berlina, gdzie rozpoczęła swoją karierę muzyczną.

## Kariera
Gou pierwsze kroki w muzyce stawiała dzięki swojej przyjaciółce z Korei. Swój pierwszy koncert miała w Cirque Le Soir w Soho, a później występowała co tydzień w The Book Club we wschodnim Londynie. W 2013 roku nauczyła się korzystać z programu Ableton Live i zaczęła tworzyć swoje własne utwory. Jej pierwszy utwór, Hungboo, został ukończony w 2014 roku. Hungboo został nazwany na cześć bohatera koreańskiej bajki. Po raz pierwszy zagrała ten utwór w Korei na gali otwarcia Style Icon Awards w 2016 roku, z udziałem nagradzanego aktora Yoo Ah-in.
Pierwsze nagrania Peggy Gou zadebiutowały w styczniu 2016 roku dzięki wytwórni Radio Slave Rekids. Następnie wydała cztery EP’ki, w tym Seek for Maktoop, z przebojowym utworem It Makes You Forget (Itgehane). Nazwa Maktoop pochodzi od arabskiego słowa „maktoob”, co jest odpowiednikiem słowa „napisane” lub „przeznaczenie”. Następnie pojawiły się dwa nowe albumy muzyczne Once and Han Jan w 2018 r. oraz Moment w kwietniu 2019 r., na których Peggy pierwszy raz zaśpiewała swoim głosem.

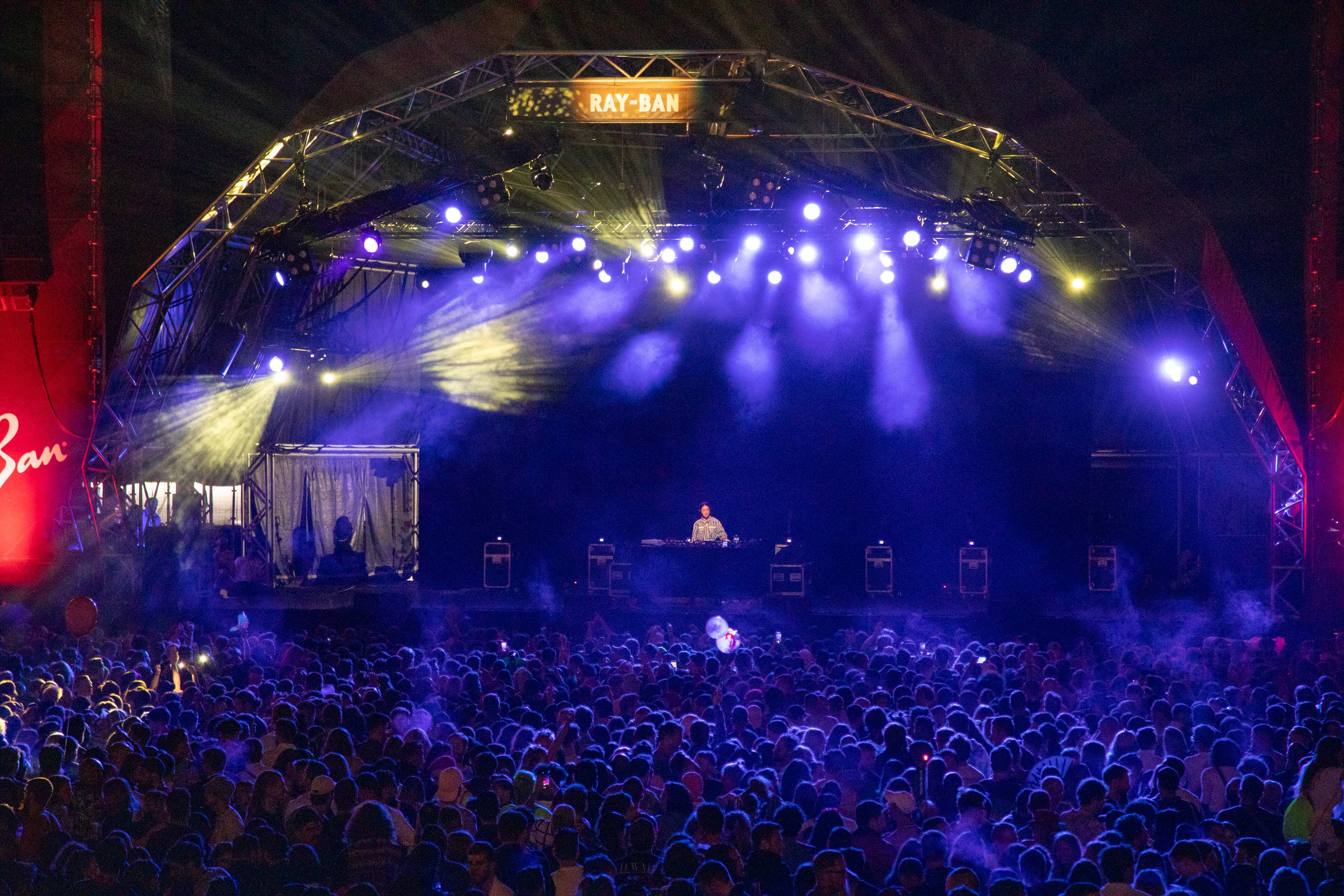
Peggy Gou na Primavera Sound 2019

Gou wyruszyła w swoją pierwszą trasę po Ameryce Północnej i zadebiutowała w Boiler Roomie w Nowym Jorku w 2017 roku. Została pierwszą koreańską DJ-ką, która zagrała w berlińskim klubie nocnym Berghain. Artystka daje ponad sto koncertów w ciągu roku i występuje u boku takich artystów jak Moodymann, Blessed Madonna i DJ Koze. Od tego czasu ma na swoim koncie występy na festiwalach takich jak Coachella, Glastonbury, Sonus, Dekmantel w Amsterdamie, londyńskim Printworks, Amsterdam Dance Event, Primavera Sound w Portugalii, Sónar w Barcelonie, a także na pokazie mody Virgil Abloh’a. W wywiadzie dla Vice stwierdziła, że woli trzymać się z dala od polityki i po prostu występować dla ludzi, którzy chcą słuchać jej muzyki.
Gou wydała swoją muzykę w wytwórniach Ninja Tune i Phonica w 2018 roku. W tym samym roku It Makes You Forget (Itgehane) zdobył nagrodę dla najlepszego utworu na rozdaniu AIM Independent Music Awards. Piosenka It Makes You Forget (Itgehane) znalazła się również na playliście gry FIFA 2019.
W 2019 roku czasopismo Forbes nazwało Gou jednym z azjatyckich liderów, pionierów i przedsiębiorców poniżej 30 roku życia. W lutym założyła własną wytwórnię modową KIRIN („żyrafa” po koreańsku), która wspierana była przez Virgila Abloha, w ramach New Guards Group, a następnie własną niezależną wytwórnię płytową Gudu Records. Producentka stwierdziła, że stworzyła Gudu Records, aby dać artystom zaczynającym karierę muzyczną, lepsze możliwości i traktowanie, bazując na swoich doświadczeniach z początków jej kariery.
W lipcu Gou wydała swój pierwszy teledysk do przeboju z 2019 roku, Starry Night, wyłącznie w serwisie Apple Music, który wyreżyserowany został przez Jonasa Lindstroema, gdzie po raz kolejny wystąpiła z Yoo Ah-in, głównym aktorem z nagradzanego południowokoreańskiego filmu Burning. Teledysk został wydany na całym świecie na platformie YouTube we wrześniu 2019 r.
W grudniu 2020 r. Gou dołączyła do sylwestrowych DJ Mixes w serwisie Apple Music wraz z 21 innymi artystami elektronicznymi. Następnie wydała swój siódmy singiel Nabi w czerwcu 2021 r., z udziałem Oh Hyuk, członkiem koreańskiego zespołu indierockowego Hyukoh, który był hołdem złożonym jej nastoletnim czasom, kawałek I Go, nazwała „Moją własną wyobraźnią dźwięków, które kochałam gdy dorastałam”.

## Dyskografia

### DJ Mix
- DJ-Kicks: Peggy Gou (2019)

### Rozszerzone mixy
- Art of War (2016)
- Art of War (part II) (2016)
- Seek for Maktoop (2016)
- Once (2018)
- Moment (2019)

### Single
- Day Without Yesterday / Six O Six
- It Makes You Forget (Itgehane)
- Han Jan
- Travelling Without Arriving
- It Makes You Forget (Itgehane) [Remixes]
- Starry Night
- Nabi
- I Go